# Free Studio

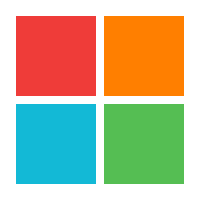
Logo des Herstellers DVDVideoSoft

Free Studio ist ein Freeware-Programmpaket mit etwa 50 Multimedia-Anwendungen, die auch jeweils separat installiert und verwendet werden können. Die meisten Anwendungen dienen der Konvertierung von Audio- und Videodateien. Seit Februar 2015 wird die Software und ihre Website von Digital Wave Ltd. mit Sitz in London angeboten. Als Projektbezeichnung und Marke wird der Name des ehemaligen Entwicklers DVDVideoSoft verwendet.

## Geschichte
Das DVDVideoSoft-Projekt entstand im Jahr 2006. Zunächst bestand das Softwarepaket nur aus Free YouTube Download, wessen Zweck es ist, Videos der Videoplattform YouTube in verschiedenen Formaten auf den eigenen PC herunterzuladen. Auf Anfrage von Benutzern folgten mehr Multimedia-Anwendungen mit unterschiedlichen Anwendungsbereichen.

## Programme und Funktionen
Die einzelnen Programme werden fast alle unabhängig voneinander entwickelt und lassen sich als Free Studio als Komplettpaket oder einzeln herunterladen. Einige Programme unterscheiden sich nur im Namen. So ist z. B. das Programm Free AVI Video Converter, welches AVI-Videos und auch andere Formate in ein anderes Video-Format konvertieren kann, dasselbe wie der Free WebM Video Converter. Einige Programme sind in mehreren Kategorien enthalten. Z. B. ist das Programm Free YouTube to MP3 sowohl bei YouTube als auch bei MP3 & Audio eingetragen.

### YouTube

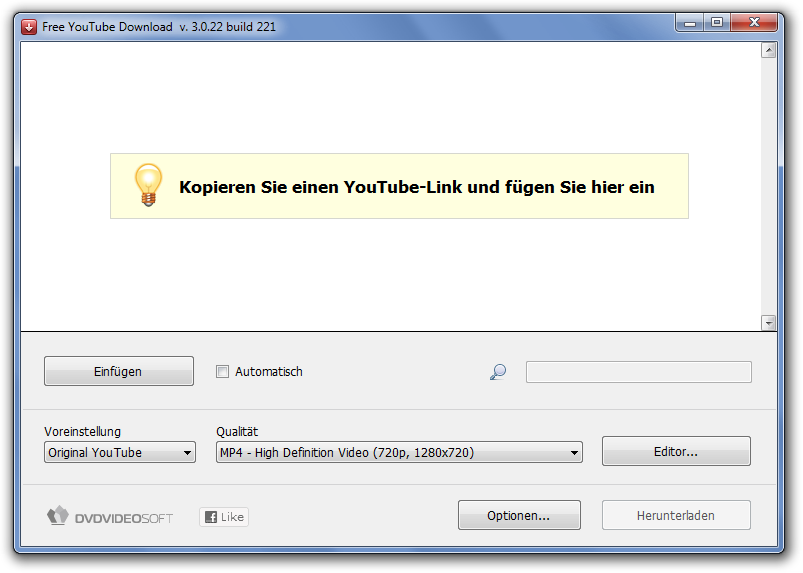
Free YouTube Download 3.0.22 unter Windows 7

Diese Kategorie enthält Programme zum Download, Upload und Konvertieren von YouTube-Videos. Das Programm Free YouTube Download ermöglicht das Herunterladen einzelner oder mehrerer Videos von YouTube. Die Videos werden beim Herunterladen konvertiert, z. B. in das FLV-, MP4- oder AVI-Format. Auch ganze Playlists von Videos können heruntergeladen werden. Des Weiteren befindet sich auch das Programm Free YouTube to iPhone Converter in dieser Kategorie. Es ermöglicht, ähnlich wie der Free YouTube Downloader, YouTube-Videos direkt für das iPhone zu konvertieren. Dasselbe ermöglicht der Free YouTube to iPod Converter für den iPod und der Free YouTube to DVD Converter für DVDs. Der Free YouTube to MP3 Converter ermöglicht das Konvertieren von YouTube-Videos in Audiodateien. Dabei werden die Videos beim Herunterladen in Audio-Dateien konvertiert. Der Free YouTube Uploader ermöglicht das Hochladen von Videos auf YouTube. Das Programm passt sich automatisch an die Qualitäts- und Größenvorgaben von YouTube an. Mit dem Free Uploader for Facebook, der sich auch in dieser Kategorie befindet, lassen sich Videos und Bilder nach Facebook hochladen. Seit geraumer Zeit steigt jedoch die Anzahl an freien Service-Websites wie „Video2MP3“ welche ohne Download und Installation die Aufgabe des „Free YouTube Download“ übernehmen.

### MP3 & Audio
Diese Kategorie enthält Bearbeitungsprogramme und Konverter zur Audiobearbeitung. Enthalten sind die Programme Free Audio Converter, ein Konverter, der eine Audiodatei in ein anderes Audioformat umwandeln kann, Free Audio to Flash Converter und Free Audio Dub, ein Schneideprogramm für Audiodateien.

### CD, DVD, BD
Unter CD, DVD, BD sind Programme zum Brennen von CDs, DVDs und Blu-ray Discs enthalten. Dort befinden sich die Programme Free Disc Burner, ein simples Brennprogramm, Free DVD Video Burner, ein speziell für das Brennen von DVDs für jeden herkömmlichen DVD-Spieler gedachtes Brennprogramm, Free DVD Video Converter, ein Konvertierer von Videos auf DVDs in normale Videodateien, Free Audio CD Burner, ein Brennprogramm für Audio-CDs und Free Audio to MP3 Converter, ein Konverter, der Titel von Audio-CDs in andere Audioformate umwandeln kann.

### DVD & Video
Unter DVD & Video sind Programme zur Videokonvertierung und Brennung auf DVDs enthalten, wie der Free 3D Photo Maker, der das Generieren von normalen Bildern in dreidimensionalen Bildern ermöglicht. Free Video Dub ermöglicht das Schneiden von Videos und Free Video Flip & Rotate das Spiegeln und Verdrehen von Videos. Es befinden sich auch die Programme Free AVI Video Converter, Free WebM Video Converter, Free 3GP Video Converter und Free MP4 Video Converter, die das Konvertieren von Videodateien in ein anderes Videoformat ermöglichen, in dieser Kategorie. Sie ermöglichen das Konvertieren von Videos in ein anderes Format. Der Free Video to Flash Converter kann Videos in die zwei Flash-Video-Formate SWF und FLV umwandeln. Der Free Video to MP3 Converter wandelt Videos in Audiodateien um und der Free Video to DVD Converter für DVDs.

### Fotos & Bilder
Unter dieser Kategorie befinden sich Funktionen zum Erstellen von Screenshots und Screencasts sowie Programme zur Foto- und Videobearbeitung. Der Free Image Converter & Resize kann Bilder konvertieren und ihre Größe verändern. Es ist auch möglich, mit diesem Programm mehrere Bilder umzubenennen. Der Free 3D Photo Maker ermöglicht das Generieren von dreidimensionalen Bildern. Der Free 3D Video Maker ermöglicht dasselbe für Videos. Das Programm Free Screen Video Recorder ermöglicht das Anfertigen von Screencasts und Screenshots.

### Mobiltelefone
Unter Mobiltelefone sind Video- und Audiokonverter für Mobiltelefone. Der Free Video to Android Converter konvertiert Videos für Android-Handys. Dasselbe ermöglicht der Free Video to Blackberry Converter für Blackberry-Handys, der Free Video to HTC Phones Converter für HTC-Handys, der Free Video to Motorola Converter für Motorola-Handys, der Free Video to Nokia Phones Konverter für Nokia-Handys, der Free Video to Samsung Converter für Samsung-Handys, der Free Video to LG Phones Converter für LG-Handys, der Free Video to Sony PSP Converter für die PlayStation Portable, der Free Video to XBOX Converter für die Xbox oder Xbox 360, der Free Video to Nintendo für die Wii, der Free Video to PS3 Converter für die PlayStation 3, der Free Video to Sony Phones Converter für Handys von Sony und der Free Video to Tablet PC Converter für verschiedene Tablets.

### Apple-Geräte
Diese Kategorie enthält Videokonverter für die Apple-Geräte iPhone, iPad, iPod und Apple TV. Der Free Video to iPod Converter konvertiert normale Video-Dateien für den iPod. Der Free Video to iPad Converter kann dasselbe, für das iPad und der Free Video to iPhone Converter für das iPhone. Der Free Video to Apple TV Converter ermöglicht das Konvertieren von Videodateien für Apple TV.

### 3D
In 3D ist das Programm aus der Photo & Bilder-Kategorie Free 3D Photo Maker und Free 3D Video Maker aus der Kategorie DVD & Video eingetragen.

## Unterstützte Formate
Free Studio unterstützt die meisten gängigen Audio-, Bild- und Videoformate.

### Audioformate
Eingangsformate: AAC, AC3, AIFF, .amr, Monkey’s Audio, .au, Audio-CD (.cda), FLAC, Matroska, Musepack, MP3, MP4, .m4b, Ogg, RealMedia, RealMedia, Speex, True Audio, WAVE, WMA
Ausgangsformate: AAC, Monkey’s Audio, Audio-CD, FLAC, MP3, MP4, WAVE, WMA

### Bildformate
Eingangsformate: Bitmap, GIF, JPEG, PNG, TGA
Ausgangsformate: Bitmap, GIF, JPEG, PDF, PNG, TGA

### Videoformate
Eingangsformate: .amv, ASF, AVI, .divx, DVD-Video, .dvr-ms, Flash Video, .ivf, Matroska, Mod, QuickTime, MPEG, MP4, .mts, .m2t, .m2ts, MP4, Ogg, .qt, .rm, .rmm, .rmvb, RealMedia, .tod, .ts, .vro, WebM, .wmv, 3gp, .3gpp, .3gp2, .3g2
Ausgangsformate: AVI, DVD-Video, Flash Video, Matroska, QuickTime, MP4, .m2ts, Adobe Flash, WebM, WMV, 3gp

## Unterstützte Betriebssysteme
Free Studio ist für Windows ab XP SP3 verfügbar. Zusätzlich benötigt die Anwendung das .NET Framework ab Version 2.0 SP2. Es ist auch offiziell für Linux verfügbar, wenn die Windows-kompatible Laufzeitumgebung Wine installiert ist.

## Sprachen
Free Studio ist zurzeit (Stand: März 2014) in den 18 Sprachen Brasilianisch, Chinesisch, Dänisch, Deutsch, Englisch, Französisch, Griechisch, Italienisch, Japanisch, Niederländisch, Polnisch, Portugiesisch, Russisch, Schwedisch, Slowakisch, Spanisch, Türkisch und Ungarisch verfügbar.